# Laphria nigella
Laphria nigella là một loài ruồi trong họ Asilidae. Laphria nigella được Bromley miêu tả năm 1934. Loài này phân bố ở vùng Tân Bắc giới.